# Scott Wootton
Scott James Wootton (Birkenhead, 12 settembre 1991) è un calciatore inglese, difensore del Wellington Phoenix.

## Carriera

### Club
Dopo aver giocato nei settori giovanili di Tranmere (club della sua città natale), Liverpool e Manchester Utd, nel 2010 inizia a venire aggregato alla prima squadra dei Red Devils; fa però il suo effettivo esordio tra i professionisti con il Tranmere, militante nella terza divisione inglese, che il 30 settembre 2010 lo preleva in prestito per un mese e che il successivo 2 ottobre lo fa esordire nel pareggio casalingo per 1-1 contro il Brighton, nel quale Wootton segna anche la rete della sua squadra (che è quindi contestualmente la sua prima in carriera tra i professionisti). Viste le sue buone prestazioni il prestito viene esteso fino al 25 novembre 2010, ed in questo periodo di tempo il difensore gioca ulteriori 6 partite in campionato e 2 partite nel Football League Trophy. Trascorre poi l'intera stagione 2011-2012 in prestito nella seconda divisione inglese, prima al Peterborough Utd (con cui gioca 11 partite di campionato) e poi al Nottingham Forest (con cui scende in campo in ulteriori 13 occasioni).
Nella stagione 2012-2013 viene nuovamente aggregato alla prima squadra del Manchester United, in prima divisione; fa il suo esordio in partite ufficiali con il club il 26 settembre 2012, nella vittoria casalinga per 2-1 ai danni del Newcastle Utd in Coppa di Lega; il successivo 2 ottobre esordisce invece in Champions League, subentrando dalla panchina nel corso del secondo tempo della partita vinta per 2-1 sul campo del CFR Cluj. Gioca poi anche nella sconfitta per 5-4 per mano del Chelsea in Coppa di Lega il 31 ottobre, causando anche un rigore per un fallo su Eden Hazard nei minuti finali del match, che prolunga di fatto l'incontro ai tempi supplementari, poi risultati fatali allo United. Il 5 dicembre gioca poi da titolare nella sconfitta per 1-0 sempre contro il Cluj in Champions League, in quella che è la sua quarta e di fatto anche ultima partita ufficiale con la maglia della prima squadra dei Red Devils: il 9 gennaio 2013, infatti, viene ceduto in prestito insieme a Davide Petrucci al Peterborough United, con cui nel resto della stagione gioca 2 partite (e segna anche un gol) nella seconda divisione inglese.
Ha poi giocato nella seconda divisione inglese anche con Leeds Utd e Rotherham Utd, oltre che nella prima divisione australiana con il Wellington Phoenix.

### Nazionale
Ha giocato nella nazionale inglese Under-17.